# Apartheid israelense

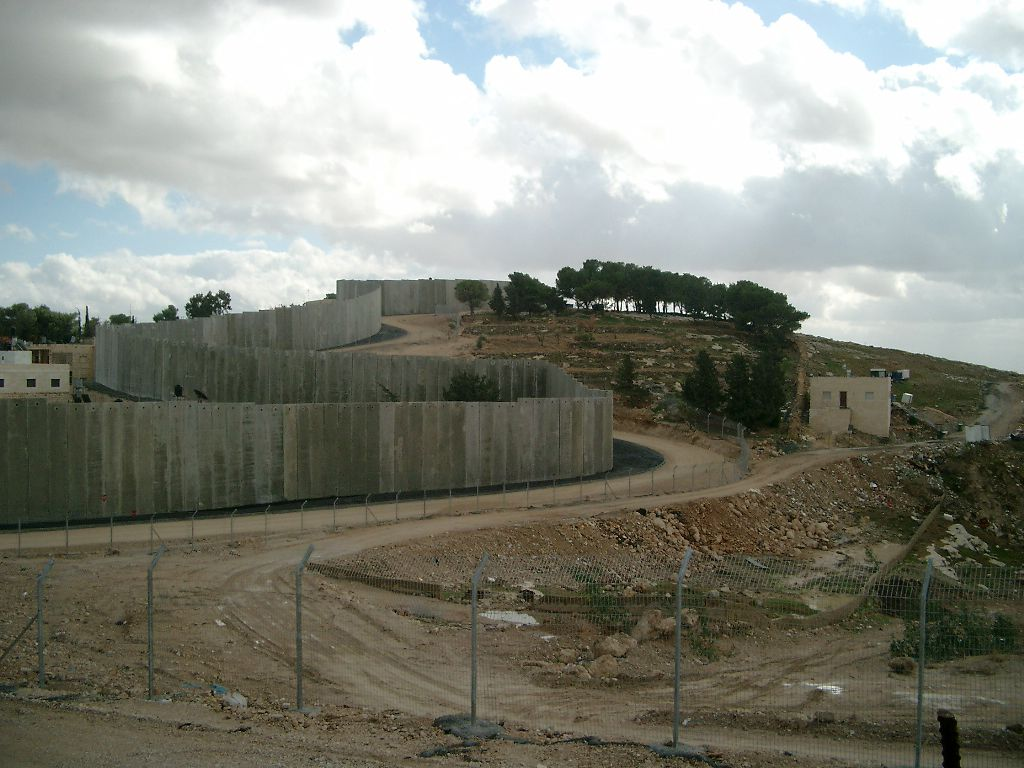
O Muro da Cisjordânia é chamado "muro do apartheid" pelos críticos da política israelense. Para o governo de Israel, é uma "cerca de segurança".

O apartheid israelense é um sistema de segregação espacial étnica e discriminação institucionalizada nos territórios palestinos ocupados por Israel e em Israel.
O tratamento dado por Israel aos palestinos tem sido comparado a um sistema de segregação espacial e étnica, similar ao tratamento dispensado aos cidadãos não-brancos da África do Sul na era do apartheid. Aqueles que fazem essa analogia argumentam que um sistema de controle que inclui a separação de rodovias, desigualdades de infraestrutura e de direitos de acesso à propriedade da terra entre judeus e palestinos nos territórios ocupados por Israel constitui um sistema de apartheid. Alguns cronistas israelenses e defensores dos direitos civis dos palestinos estendem essa analogia aos cidadãos árabes de Israel, descrevendo seu status de cidadania como sendo o de cidadãos de segunda classe. Outros usam a analogia em relação ao tratamento diferenciado dado aos judeus ou aos judeus ortodoxos, sem se referir aos palestinos.
Opositores dessa tese alegam que os cidadãos árabes têm os mesmos direitos que todos os outros cidadãos israelenses, e que o tratamento dispensado aos palestinos nos territórios ocupados se deve a razões de segurança, não de racismo. Eles dizem que essa analogia não passa de um epíteto calunioso que se aplica a Israel, mas não aos países vizinhos.

## Analogia
Muitos dos que defendem a tese da analogia apontam, como justificativa, os seguintes :
- a chamada "lei de casamento", que impede que palestinos casados com israelenses adquiram cidadania israelense;
- as diferenças nos direitos políticos, poder de voto e representatividade da população árabe

palestina;
- a existência de cédulas de identidade diferenciadas; a diferença no direito de posse de terra; diferenças no acesso à infraestrutura e transporte e restrições ao direito de ir e vir (liberdade de circulação).

### Lei de casamento
A medida conhecida como a Lei de Cidadania e Ingresso em Israel, redigida pelo Knesset em 31 de Julho de 2003 desabilita a aquisição da nacionalidade israelense por um cidadão palestino oriundo da Cisjordânia ou da Faixa de Gaza por meio de casamento. A lei permite que a criança fruto deste tipo de casamento viva em Israel até completar 12 anos de idade. Após essa idade a lei exige que a criança deixe o país. Isso se aplica igualmente a um cônjuge palestino de qualquer cidadão israelense, seja este cidadão árabe ou judeu. A lei foi originalmente criada para vigorar por um ano, mas foi prorrogada diversas vezes. A justificativa para tal lei é a alegação de imigração em massa de palestinos da Cisjordânia para Israel por meio de casamento, muitos desses sendo fictícios, bígamos ou polígamos, o que constitui uma contravenção na lei israelense.
A lei foi aprovada pela Corte Suprema de Israel, três anos após ser redigida, em uma votação na qual obteve seis dos onze votos válidos. O chefe de justiça de Israel, Aharon Barak ficou ao lado da minoria, declarando que "este é um ato de violação de direitos que afeta diretamente a população árabe de Israel. Por isso essa lei fere o direito dos cidadãos árabes à igualdade."
Zehava Gal'On, membro do Knesset com o partido Meretz-Yachad, declarou que com a maioria "a Suprema Corte poderia ter tomado uma decisão mais corajosa e não ter nos relegado ao nível de um estado de apartheid". A lei também foi considerada discriminatória pela Anistia Internacional e pela organização de direitos humanos Human Rights Watch.
Heribert Adam e Kogila Moodley citam a Lei de casamento como um dos muitos exemplos de como os árabes em Israel "lembram em muitas formas os cidadãos ‘coloridos’ e indianos na África do Sul" Eles escreveram: "Tanto os palestinos israelenses quanto os negros e indianos da África do Sul eram restritos ao status de cidadãos de segunda classe, enquanto outro grupo étnico monopoliza o poder político, trata as minorias como intrinsecamente suspeitas e proíbe legalmente seu acesso à terra ou partilha os custos e rendimentos per capita com base na diferença entre o grupo dominante e cidadãos pertencentes ao grupo dominado."
Em junho de 2008 após a lei ser renovada, Amos Schocken, editor do jornal diário israelense Ha'aretz, escreveu em seu jornal uma coluna onde dizia que a lei é "severamente discriminatória" quando compara os direitos de jovens judeus e árabes israelenses que se casam e que sua existência faz com que Israel se nivele a um estado de apartheid.

### Direitos políticos, voto e representatividade
Na teoria, a legislação israelense não diferencia os cidadãos de Israel com base em sua etnia no tocante a alguns direitos civis. Cidadãos árabes em Israel têm quase todos os direitos que o resto da população usufrui, incluindo representação política e acesso a tribunais. O parlamento israelense, o Knesset, inclui membros e partidos árabes. Mas apesar de partidos árabes aliados ao Mapai terem participado dos dois primeiros governos de coalizão em Israel, nenhum partido árabe independente jamais fez parte de um novo governo de coalizão.
Árabes vivendo em Gaza, na Cisjordânia e alguns em áreas da Jerusalém Oriental —áreas ocupadas por Israel em 1967, durante a Guerra dos Seis Dias, consideradas como território ocupado sob lei internacional e governadas em sua maior parte pela Autoridade Palestina—não são cidadãos israelenses. Eles carregam cédulas de identidade próprias emitidos pela Autoridade Palestina com aprovação de Israel e de membros eleitos da Autoridade Palestina.
Palestinos que vivem nas porções não-anexadas da Cisjordânia não têm cidadania israelense ou direto de voto em Israel, mas também são alvo das políticas do governo de Israel. Israel criou estradas e postos de controle na Cisjordânia com o propósito alegado de prevenir o movimento desinibido de homens-bomba suicidas e militantes na região. A ONG de direitos humanos B’Tselem denunciou que essas ações deixaram muitas comunidades palestinas praticamente inacessíveis. Marwan Bishara, professor de relações internacionais na Universidade Americana de Paris, afirmou que as restrições do movimento de bens entre Israel e a Cisjordânia constitui num sistema de apartheid de facto.
Ehud Olmert, comentou que "Mais e mais palestinos estão perdendo o interesse em uma solução negociada entre dois estados, pois eles querem transferir a essência de um paradigma argelino para um paradigma sul-africano. De uma luta contra a ‘ocupação’, em seu discurso para uma luta por um-homem-um-voto. Essa é, é claro, uma luta muito mais limpa, uma luta muito mais popular — e conseqüentemente uma luta muito mais poderosa. Para nós, isso significaria o fim do estado judeu."
Olmert fez um comentário similar em 2007: "Se a solução entre dois estados falhar, e nós enfrentarmos uma luta ao estilo sul-africano por direitos de voto iguais, então será o fim de Israel.

### Cartões de identificação de nacional
A carteira de identidade israelense, ou Teudat Zehut, exigida de todos os residentes acima de 16 anos de idade, indica se o portador é ou não judeu. Chris McGreal, correspondente do jornal The Guardian em Israel relatou que : "Árabes e judeus podem ser igualmente cidadãos, mas cada um é rotulado com uma "nacionalidade" distinta marcada em seus cartões de identificação (pode ser escrita por extenso ou, em casos mais recentes, em um código numérico), o que de fato e por força de lei determina onde é permitido a esse cidadão morar, se tem ou não acesso a determinados programas de assistência social do governo, e como ele deve ser tratado por funcionários públicos e policiais. No mesmo artigo, McGreal, que também foi correspondente do jornal britânico durante os anos do apartheid, comparou o Ato de Registro Populacional israelense, que classifica cidadãos de acordo com dados étnicos, com o Ato de Registro Populacional da África do Sul vigente durante a era do apartheid.

### Terra e infraestrutura
93% de toda a terra dentro da demarcação da Linha Verde não é propriedade privada e é gerenciada como um bem público pelo Governo de Israel.. Aproximadamente 80% do total de terra do país é pertencente ao Governo Israelita, e entre 11 e 14% é de propriedade privada do Fundo Nacional Judaico (FNJ), 13% de acordo com o Há’aretz).. Sob a Lei de Status da Agência Judaica de 1952 e a convenção de 1954 entre o Estado de Israel e a Agência Judaica, a tarefa da administração das terras do estado foi entregue ao FNJ, que expõe isso expressamente em seu website: "o Fundo Nacional Judaico é o mantenedor das terras de Israel, em favor de seus donos — o povo judeu espalhado pelo mundo" Em 1960, o Knesset adotou a medida denominada "Lei Básica: Terras de Israel", que formalizou esse acordo. Ao propor a lei no Knesset, o Ministro das Relações Religiosas Zerah Warhaftig explicou como o nome indica a propriedade judaica da terra: "Nós demos a essa lei o nome ‘Lei Básica: Terras de Israel’ (…) Nós queremos deixar claro que a terra de Israel pertence ao povo de Israel. O termo ‘povo de Israel’ é um conceito muito mais abrangente do que ‘pessoas residentes em Sião’, porque o povo de Israel vive espalhado por todo o mundo". Pela lei de Israel, tanto as terras administradas pelo Estado quanto as terras administradas pelo FNJ não podem ser vendidas, e são arrendadas sob a administração do Estado.
Chris McGreal diz que como um resultado do controle governamental sobre a terra em Israel, a vasta maioria das terras em Israel não está disponível para não-judeus. Em resposta, Alex Safian, do grupo de monitoramento de imprensa pró-Israel CAMERA argumentou que isso não é verdade — de acordo com Safian, aproximadamente 80% da terra israelita pertencente a Agência de Administração Agrária (AAA) está disponível para arrendamento para judeus e não-judeus, algumas vezes sob termos vantajosos para árabes cadastrados em programas de ação afirmativa. Safian reconhece que os 14% da terra administrada pelo FNJ não está disponível para não-judeus, mas ele argumenta que a AAA muitas vezes ignora essa restrição na prática. Safian alega que "na prática a terra do FNJ foi arrendada aos cidadãos árabes de Israel, tanto para uso a curto prazo quanto para uso de longo prazo. Para citar um exemplo, a terra sob adminstração do FNJ no Vale de Besor (Wadi Shallaleh) perto de Kibutz Re’em tem sido arrendada anualmente para beduínos para uso na pastagem".
Representante de um ponto de vista oposto, Leila Farsakh, professora associada de Ciências Políticas na Universidade do Massachusetts em Boston. De acordo com ela, após 1977, "o governo militar na Cisjordânia e na Faixa de Gaza (CFG) expropriou e cercou terras palestinas e autorizou a transferência de colonos judeus para os territórios ocupados: os palestinos continuaram a ser governados pelas leis israelenses. O governo também ordenou diferentes leis e decretos militares para regular a vida civil, econômica e legal dos habitantes palestinos. Tais medidas sufocaram a economia palestina e aprofundaram sua dependência e integração a Israel. Farsakh sustenta que "muitos podem ver essas políticas israelenses de integração social e territorial como uma espécie de apartheid, mesmo que não as chamem assim".
Mustafá Barghouti, um legislador palestino, afirmou que "apartheid "é a única palavra que pode ser usada para descrever a criação de estradas separadas para palestinos, discriminação na distribuição de água, crescente construção de assentamentos judeus e diferenças na renda per capita entre israelitas e palestinos. Ele também ressaltou que as negociações de paz patrocinadas pelos Estados Unidos deram tempo para que Israel continuasse montando assentamentos, postos de controle, impondo restrições ao povo palestino e governando com seu sistema de apartheid".

### Viagens e movimento

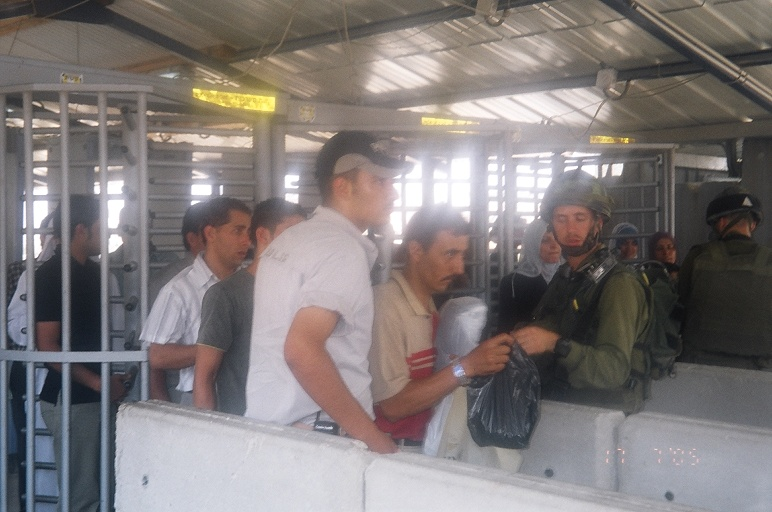
Checkpoint de Huwara, um dos muitos pontos de bloqueio israelenses, que restringem a circulação de palestinos na Cisjordânia ocupada. O sistema é comparado ao da antiga Lei do passe, base do apartheid sul-africano.

Um sistema de permissão e um sistema de obstrução foram introduzidos em 1990. Leila Farsakh diz que o sistema impõe aos palestinos restrições similares às da Lei do Passe, imposta aos negros durante o regime do apartheid (1948-1994). Assim como na Lei do Passe, o sistema de permissões controla o movimento da população de acordo com as definições unilaterais de Israel. Em resposta à Intifada de Al-Aqsa, Israel modificou o sistema de permissões e fragmentou territorialmente a Cisjordânia e a Faixa de Gaza. "Em abril de 2002, Israel declarou que a Cisjordânia e a Faixa de Gaza seriam repartidas em oito áreas principais, entre as quais os palestinos não poderiam se mover sem permissão". John Dugard disse que tais leis lembram as Leis de Passe do regime do apartheid, mas vão muito além, em termos de severidade.
Em 2003, um ano após a Operação Escudo Defensivo, o governo israelita anunciou um projeto de "cercas e outros obstáculos físicos" para prevenir que palestinos entrassem em território israelense. Diversas pessoas, incluindo Mohammad Sarwar, John Pilger, Mustafá Barghouti e outros descreveram o então recém-criado Muro da Cisjordânia como sendo um "muro do apartheid".
Aqueles que defendem o muro da Cisjordânia alegam que ele tem desempenhado um papel fundamental na suposta redução dos incidentes terroristas. O ministro das relações estrangeiras de Israel, Silvan Shalom, declarou que a barreira não é uma fronteira, mas uma medida temporária para proteger civis israelenses de eventuais infiltrações e ataques terroristas, e pode ser desmontada, se for julgado apropriado. A Suprema Corte de Israel considerou a barreira uma medida defensiva, acatando a posição do governo e considerando que a medida é baseada em razões de segurança.

## Uso da analogia do apartheid
A ideia do "apartheid israelita" ganhou força nos últimos anos do regime sul-africano (final da década de 1980 e começo da década de 1990), quando palestinos que se opunham ao regime então em vigor na África do Sul fizeram uma comparação entre Israel e a África do Sul. Comparações entre o regime sul-africano e o governo israelita têm sido feitas por muitos grupos e indivíduos, incluindo o Arcebispo Desmond Tutu e outros líderes sul-africanos antiapartheid, o ex-presidente norte-americano Jimmy Carter, grupos pró-Palestina nos E.U.A. e no Reino Unido, o Congresso Sul-Africano, a ONG judaica de Direitos Humanos B'Tselem e membros do governo sírio. O governo sírio escreveu uma carta ao Conselho de Segurança da ONU na qual dizia: "O terrorismo institucional sionista de Israel não se diferencia em nenhum ponto dos atos de terrorismo cometidos pelo regime do apartheid cometidos contra milhões de africanos na África do Sul, Rodésia e Namíbia […] assim como não se diferencia em essência e natureza do terrorismo nazista, que derramou o sangue dos europeus e espalhou ruína e destruição sobre os povos da Europa". A organização de direitos humanos B’Tselem também se pronunciou, afirmando que "Israel criou um regime de separação baseado na discriminação nos Territórios Ocupados, aplicando dois sistemas legais distintos na mesma área e baseando os direitos dos indivíduos em sua etnia. Este regime é o único sistema remanescente desta espécie no mundo inteiro, e é derivado de regimes repugnantes, como o regime do apartheid na África do Sul". Existe um debate global sobre as controvérsias e o uso da expressão "apartheid israelita" e suas variações. Certos cronistas judeus e defensores dos direitos dos palestinos estendem esta analogia para incluir os cidadãos árabes de Israel, descrevendo seu status de cidadãos como cidadãos de segunda classe.

### Em relação ao plano de retirada israelense
Ahmed Qureia, ex-primeiro-ministro da Autoridade Palestina, disse que a construção do muro da Cisjordânia constituía "uma solução de apartheid para pôr os palestinos em cantões". Colin Powell, comentou a respeito das declarações de Qureia reafirmando o empenho dos Estados Unidos por uma solução de dois estados: "Eu não acho que nós possamos aceitar uma solução que possa ser caracterizada como apartheid ou bantuísmo".
Um documento acadêmico feito pelo professor Oren Yiftachel, presidente do Departamento de Geografia na Universidade Ben Gurion de Negev, previu que o Plano de retirada unilateral de Israel, resultaria em "um rasteiro esquema de apartheid" na Cisjordânia, Gaza e no próprio território do estado de Israel. Yiftachel alega que "Não é preciso dizer, a realidade do apartheid existiu por décadas em Israel/Palestina, mas essa é a primeira vez que um Primeiro Ministro usa claramente o fortalecimento dessa realidade como uma plataforma política de longo prazo." E que o plano poderia favorecer uma situação que poderia ser descrita como uma solução "nem de dois estados, tampouco de um", separando israelitas de palestinos, sem que fosse conferida soberania ao povo palestino.
O cientista político Meron Benvenisti, que foi vice-prefeito de Jerusalém, afirmou que o plano de retirada provisório poderia se tornar permanente, tanto com a fortificação do Muro da Cisjordânia, isolando comunidades palestinas quanto com a existência e o avanço de assentamentos judeus em territórios palestinos. Ele diz ainda que Israel está adotando o modelo sul-africano, através da criação de "bantustões" na Faixa de Gaza e da Cisjordânia.
A publicação The Economist chegou a afirmar em um artigo a respeito da retirada israelense da faixa de Gaza e da Cisjordânia, que "manter o controle dos territórios ocupados forçará Israel à impensável escolha entre ser um estado de apartheid ou um estado multiétnico, tendo os judeus como minoria."
Michael Tarazi, advogado palestino cristão, favorável à solução binacional, defende que é necessário, para o bem da Palestina, estabelecer a analogia entre Israel e o apartheid, abrangendo até mesmo o tema dos assentamentos judaicos nos territórios ocupados: "quanto mais eles permanecerem por lá, mais Israel se mostrará ao mundo como um verdadeiro estado de apartheid em sua essência."

### Na opinião de autores notáveis
Geoffrey Wheatcroft notou que, historicamente, políticos e oficiais de Israel têm ponderado sobre a possibilidade de adotar o modelo do apartheid sul-africano como o modelo oficial do Estado de Israel. No final dos anos de 1970 "eles não desejavam copiar o que foi outrora chamado de ‘Apartheid Menor’, o diário molestamento das populações negras da África do Sul, mas sim o chamado ‘Apartheid Maior’, a tentativa dos Nacionalistas de ‘desaparecer’ com o problema do controle das minorias dividindo o país e segregando as minorias em cantões e ‘pátrias’(homelands) supostamente autônomos."
Uri Davis afirmou em 1987 que o apartheid em Israel é uma realidade legal, mesmo tendo uma estrutura legal diferente da África do Sul. Ele diz que a República da África do Sul tinha um sistema de valores oficiais do apartheid e criou uma distinção legal entre "branco", "indianos", pessoas "de cor" e "negros", Israel tem um sistema sionista não oficial de distinção entre "judeus" e "não-judeus". Ele afirma que esta distinção é feita sob uma estrutura que escondeu os aspectos de apartheid da legislação do Estado de Israel por "quase quatro décadas", como dito na época em que ele escreveu.
Uri Avnery usa partes desta analogia ao se referir à "realidade dos territórios ocupados da Palestina", os quais ele descreve como sendo "de muitas maneiras similar à realidade do povo sul-africano sob o regime do apartheid", mas diz que existem algumas diferenças entre os dois conflitos.

#### Na opinião de Adam e Moodley
Heribert Adam, da Universidade Simon Fraser, e Kogila Moodley, da Universidade da Colúmbia Britânica, em seu ensaio "Buscando Mandela: a Pacificação Entre Israelenses e Palestinos", aplicam lições aprendidas na África do Sul para resolver o conflito Judaico-Palestino. Eles dividem os comentaristas jornalísticos e acadêmicos em três grupos:
- "A maior parte da ‘Mass Media’ ocidental, que se mostram enraivecidos pelo uso da analogia e desprezam o que julgam ser seus ‘objetivos propagandistas.’"
- "Os defensores da tese "Israel é um apartheid" incluem a maioria dos palestinos, muitas figuras acadêmicas do Terceiro Mundo e muitos judeus pós-sionistas que idealisticamente defendem uma solução derradeira aos moldes sul-africanos de um estado comum ou binacional.
- "O terceiro grupo vê tantas semelhanças quanto diferenças entre os dois modelos e busca referencias na historia sul-africana para buscar soluções e melhor compreensão ao conflito entre judeus e palestinos.[20]

Adam e Moodley também sugerem que políticos como o ex-primeiros-ministros israelenses Ariel Sharon e Ehud Barak usassem a analogia em suas exortações, e que os mesmo repetitivamente "condenaram a ocupação e a aparente ‘sul-africanização’, mas quando estavam no poder, fizeram tudo que esteve ao seu alcance para fortalecer estas políticas.
Adam e Moodley argumentam que apesar do direito universal de voto dentro de Israel, "se os territórios palestinos sob ocupação israelense e a presença de assentamentos forem considerados parte de uma (mesma) entidade sob análise, a comparação entre uma população africana privada de direitos civis e três milhões e meio de palestinos degredados sob domínio israelense ganha mais validade".
Em parte, analistas como Adam e Moodley alegam que essa controvérsia a respeito da terminologia acontece pelo fato de Israel ser o único estado da região percebido pela comunidade internacional como uma democracia aos moldes Ocidentais, portanto é mais inclinado a ser analisado pelos padrões desse tipo de sociedade. Observadores ocidentais podem também apresentar "uma afinidade maior por um sistema político similar do que sentiriam por um sistema autocrático do Terceiro Mundo". Israel também se considera a pátria dos filhos da diáspora judaica espalhados pelo mundo todo. e um posto estratégico para o Ocidente que é "amplamente financiado pelo contribuinte americano" que podem ser considerados como portadores de uma responsabilidade coletiva por seus atos… Muçulmanos radicais, de acordo com alguns analistas, "usam as políticas de Israel para inflamar um sentimento antiocidental", levando a uma situação onde "o apoio incondicional dos norte-americanos ao expansionismo faz com que lideranças islâmicas moderadas juntem forças com os radicais".
Adam e Moodley dizem também que os ideólogos do apartheid que justificavam seu regime com o pretexto de combater a "ameaça comunista" representada pelo Congresso Nacional Africano viram seu argumento refutado após a queda da União Soviética, da mesma forma que a continuidade das hostilidades entre judeus e palestinos reforçam a escusa israelense de um "apartheid justificável" por motivos de "autodefesa".
Adam e Moodley afirmam que a relação do apartheid sul-africano com o conflito israelense-palestino tem sido interpretada erroneamente como sendo "justificadora de ataques suicidas e do martírio". Eles argumentam que o CNA "nunca apoiou o terrorismo", e reforçam que "nenhum suicídio foi cometido pela causa durante os trinta anos de luta armada, apesar do CNA ter mostrado uma crescente inclinação à violência durante os quinze anos finais do regime do apartheid"

### Na opinião das Nações Unidas
Israel foi acusado por organizações palestinas e seus apoiadores de Crime de Apartheid sob a Lei Internacional. Na Conferência Internacional da Sociedade Civil em Apoio ao Povo Palestino, patrocinada pela ONU, Phyllis Bennis, co-líder da Rede Internacional de Trabalho Coordenado na Palestina, abriu os discursos da sociedade civil no primeiro plenário da conferência alegando "Mais uma vez o crime de apartheid é cometido por um estado membro das Nações Unidas (Israel)"
O crime de apartheid se tornou parte da lei internacional em 1973, quando a Convenção Internacional sobre a Supressão e Punição do Crime de Apartheid (CISSPCA) foi adotada pela Assembleia Geral das Nações Unidas. A convenção definia o Crime de Apartheid como "atos desumanos cometidos por um grupo étnico com o propósito de estabelecer e manter o domínio político, econômico e social sobre outro grupo étnico (…) e sistematicamente oprimindo-os.". Canadá, França, Reino Unido, Israel, Itália, Países Baixos, e Estados Unidos se recusaram a ratificar o acordo que definia o apartheid como um Crime contra a Humanidade. O embaixador Clarence Clyde Ferguson Jr., representante do governo norte-americano na Assembleia, declarou que "nós não podemos aceitar que o apartheid seja considerado um crime contra a humanidade desta maneira. Crimes contra a humanidade são tão graves em sua essência que precisam ser meticulosamente elaborados e rigorosamente elaborados sob o viés de leis internacionais já existentes." …"
Em 2002, uma definição diferente do crime de apartheid foi estabelecida na Corte de Crimes Internacionais. O Crime de Apartheid foi listado como crime contra a Humanidade, e foi definido como a prática de "atos desumanos que incluem tortura, assassinato, deportação ou deslocamento forçado, aprisionamento ou perseguição de um determinado grupo identificado por motivos políticos, raciais, nacionais, étnicos, culturais, religiosos (…) cometidos no contexto de um regime institucionalizado de opressão e dominação sistemática por um grupo étnico sobre qualquer outro grupo ou grupos raciais e cometidos com a intenção de manter o regime." Esta mudança que define o Crime de Apartheid como sendo também um crime praticado por motivos de nacionalidade, étnicos ou culturais, e não apenas raciais, estendeu a aplicabilidade da lei às políticas israelenses na Cisjordânia. .
Não há mecanismo legal para processar um Estado pelo Crime de Apartheid exceto recomendação do Conselho de Segurança das Nações Unidas, e tal recomendação nunca aconteceu.

#### Outros usos da analogia relacionados à ONU
John Dugard, um professor sul-africano e juiz na Corte Internacional de Justiça, atuando como um relator especial para a ONU sobre a situação dos direitos humanos nos territórios palestinos, descreveu a situação na Cisjordânia como "um regime de apartheid (…) muito pior que aquele que outrora existiu na África do Sul." Em 2007, anterior a um relato do Conselho de Direitos Humanos da ONU, escreveu que as "leis e práticas do governo de Israel nos TOP (Territórios Ocupados da Palestina) certamente lembram muito alguns aspectos do apartheid sul-africano." Em referencia às ações israelenses na Cisjordânia, ele escreveu "Será possível que alguém negue seriamente que o propósito é estabelecer e manter o domínio de um grupo racial (judeus) sobre outro (palestinos) e sistematicamente oprimi-los? Israel nega que essa seja a intenção ou propósito. Mas tal intenção pode deduzida a partir das ações descritas nesse relatório.
Danny Rubinstein, colunista do jornal Ha’aretz que também comparou Israel com a África do Sul da era Apartheid durante uma conferência da ONU no Parlamento Europeu em Bruxelas em 30 de agosto de 2007, dizendo: "Israel hoje se tornou um estado de apartheid com quatro grupos diferentes de palestinos: aqueles oriundos da Faixa de Gaza, Jerusalém Oriental, Cisjordânia e os palestinos israelenses, cada um com um status diferente.

### Na opinião de figuras notáveis do mundo acadêmico e da mídia
Jimmy Carter, ex-presidente dos Estados Unidos da América, Prêmio Nobel da Paz e autor do livro "Palestina: Paz, Não Apartheid", disse neste livro que as opções de Israel incluíam "um sistema de apartheid, com dois povos ocupando a mesma terra, mas completamente separados um do outro, sendo os israelenses totalmente dominantes, e privando os palestinos de seus direitos humanos básicos, com o pretexto de combater a violência. Esta é a política que está sendo seguida agora…" Carter também argumenta que o sistema israelense é, em muitos casos, mais opressivo do que o regime sul-africano. A definição de "apartheid" no contexto de Carter foi reajustada para evitar acusações de racismo contra o governo de Israel, e foi cuidadosamente limitada à situação de Gaza e da Cisjordânia. Por exemplo, em uma publicação, Carter descreveu seu uso da palavra "apartheid" com o Conselho dos Rabinos da Grande Phoenix, e disse "Eu deixei claro nos textos do meu livro e em minha resposta para os rabinos que o sistema de apartheid na Palestina não se baseia no racismo, mas no desejo de uma minoria de israelenses por terras palestinas e na repressão de protestos resultantes, que envolve violência."
Zbigniew Brzezinski, ex-conselheiro da Agência Nacional de Segurança na gestão de Carter comentou que a falta de uma solução para o conflito palestino-israelense está levando à criação de um estado de apartheid de facto.
O professor de ciências políticas John Mearsheimer declarou em junho de 2008 que "cinco, dez ou quinze anos atrás era impensável usar o termo ‘apartheid’ em relação a Israel. Agora, Carter usou esta comparação no título Palestina: Paz, Não Apartheid. Mearsheimer acrescenta: "Israel está verdadeiramente criando um estado de apartheid".
Bill Fletcher Jr., ex-presidente do Fórum Trans-África, que liderou o movimento anti-apartheid nos Estados Unidos durante os anos de 1980 escreveu um artigo na publicação San José Mercury News cuja manchete era "Táticas que acabaram com o apartheid na África do Sul podem acabar com ele em Israel", propondo boicote e sanções contra Israel.
Raja Khouri, membro da Comissão de Direitos Humanos de Ontário e ex-presidente da Federação Árabe do Canadá, apóia a analogia com o apartheid e sustenta que as políticas de Israel não são motivadas por racismo: "De fato, o conflito entre palestinos e israelenses sempre foi político, motivado por posse de terras e identidade nacional, não por raça".
A jornalista britânica Melanie Phillips criticou Desmond Tutu por ter comparado as políticas de Israel à África do Sul da era apartheid. Quando fez a comparação em um artigo do jornal The Guardian, em 2002, Tutu declarou que as pessoas parecem ter medo de dizer que o lobby judaico nos Estados Unidos é poderoso. "Mas, e então?" ele questionou. "o governo do apartheid também foi poderoso e hoje não existe mais. Hitler, Mussolini, Stalin, Pinochet, Milosevic e Idi Amin foram todos muito poderosos, mas no final caíram." Philips escreveu sobre o artigo de Tutu: "Eu nunca pensei que eu fosse ver descaradamente escrito em um respeitado jornal britânico não só a repetição da mentira do poder judeu, mas a comparação desse poder com Hitler, Stalin e outros tiranos. Nunca pensei que eu fosse ver tais coisas serem ditas por um arcebispo cristão… como podem os cristãos se manterem em silêncio sobre a perseguição de seus irmãos de fé, enquanto denunciam Israel, que está sempre na linha de frente da luta contra este tipo de terror?"
Maurice Ostroff, colunista do jornal "Jerusalem Post", criticou Tutu por ser bem-intencionado, mas totalmente mal orientado: "Se ele aproveitasse a oportunidade durante sua próxima visita para analisar imparcialmente todos os fatos, ele iria descobrir – para sua surpresa – que as acusações de apartheid contra Israel são mesquinhas e injustas… ele descobriria que enquanto que o apartheid da sul-africano era fundamentado na lei, a Declaração de Independência de Israel assegura completa igualdade de direitos sociais e políticos, independente de religião, sexo ou raça."
O cientista político Norman Finkelstein, um oponente declarado das políticas israelenses a respeito da Palestina e autor de inúmeros livros relacionados com o Conflito Árabe-Israelense, defende a análise de Carter no livro "Palestina: Paz, Não Apartheid": "Após quatro décadas de ocupação israelense, a infraestrutura e superestrutura do apartheid foram implantadas. Fora da terra do nunca do mainstream do lobby judaico nos Estados Unidos e da mídia norte-americana essa realidade quase não é contestada." Ao dizer que a comparação com p apartheid é um "ponto de encontro entre comentaristas informados", Finkelstein citou uma comparação parecida, feita pelo historiador Benny Morris, um estudioso do conflito do qual Finkelstein tem sido um forte crítico em outros contextos. Morris respondeu dizendo que "Norman Finkelstein é um notório deturpador dos fatos e de meu trabalho, ele não é um historiador sério e honesto", que Israel não é um estado de apartheid "Israel não é um estado de apartheid - muito pelo contrário, é facilmente o estado mais democrático e igualitário do Oriente Médio, no qual os árabes gozam de muito mais liberdade, melhores serviços sociais (…) do que nos Estados árabes à sua volta." , que suas políticas são baseadas em razões de segurança, não em racismo "Quanto aos territórios ocupados, as políticas de Israel são motivadas por razões de segurança (quer as pessoas concordem com elas, ou com quaisquer medidas tomadas, quer não) (embora existam israelenses que são, de fato, motivados por racismo em suas atitudes e ações em relação aos árabes) – e, evidentemente a população árabe sofre como um resultado disso. Mas a população da Faixa de Gaza e Cisjordânia não são cidadãos israelenses, portanto não podem esperar os mesmos benefícios que os cidadãos israelenses, pois a ocupação (…) é um efeito da guerra entre o Hamas (e seus aliados da Síria e outros estados árabes) e Israel."
Adrian Guelke, professor de política comparada e diretor do Centro de Estudos de Conflitos Étnicos, escreveu que "a comparação entre as políticas de Israel e o apartheid sul-africano se tornou um tema muito comum no discurso de analistas palestinos, e vale a pena notar que o uso desta analogia não se restringe à situação dos palestinos." Desde a derrocada das negociações de paz, ele observou, "a analogia proliferou."
53 membros do corpo docente da Universidade de Stanford de diversos campos de estudo, assim como membros do Instituto Hoover (a ala conservadora de Stanford), redigiram uma carta onde declararam que "Israel não é um estado de apartheid"; que Israel, dentro do seu território nacional é uma democracia liberal, dentro da qual os cidadãos árabes de Israel gozam de direitos civis, sociais, religiosos e políticos em pé de igualdade com cidadãos de outros grupos, inclusive judeus. Eles alegam que a comparação entre Israel e o apartheid sul-africano foi uma "mancha", parte de uma "maliciosa campanha de propaganda"
Ian Buruma diz que mesmo sendo verdadeira a alegação de que há discriminação social contra os árabes em Israel e que "o ideal de um estado judeu recende a racismo" ele declara que o uso da analogia é "intelectualmente desleixado, moralmente questionável, e até mesmo possivelmente mentiroso" pois "não-judeus, a maioria árabes muçulmanos, constituem 20% e gozam de total cidadania e direitos civis" e que "dentro do Estado de Israel não existe apartheid". O geógrafo Frédéric Giraut defende opinião semelhante. Segundo ele, pode-se denunciar a discriminação contra os árabes israelenses; no entanto, essa discriminação não decorre de um estatuto legal de inferioridade que limite direitos essenciais, mas da marginalização da comunidade árabe na sociedade israelense, o que se traduz, por exemplo, na sub-representação política e na insuficiência dos recursos destinados às áreas de maioria árabe.

### Na opinião dos sul-africanos
Em 2002, o arcebispo e vencedor do Prêmio Nobel da Paz Desmond Tutu escreveu uma série de artigos em jornais importantes,. ", comparando a ocupação israelense na região de Gaza e na Cisjordânia ao apartheid sul-africano e pedindo à comunidade internacional para que retirasse seu suporte a Israel até que os territórios palestinos não estivessem mais ocupados.
Outros proeminentes ativistas sul-africanos antiapartheid usaram a comparação com o apartheid para criticar a ocupação da Cisjordânia, e particularmente a construção do muro de separação. Farid Esack, um escritor sul-africano diz que "A logica do apartheid é similar à lógica do Sionismo (…) a vida dos palestinos é infinitamente pior do que qualquer coisa que nós experimentamos sob o domínio do regime do apartheid (…) o preço que eles (palestinos) pagam por sua resistência é muito mais horrendo"
Em 15 de maio de 2008, 34 ativistas sul-africanos publicaram uma carta no jornal sul-africano The Citizen, sob o título "Nós combatemos o apartheid na África do Sul, não vemos razão para celebra-lo em Israel!" cujos signatários incluíam muitos ministros do governo sul-africano, como por exemplo, o secretário geral Congresso das Uniões de Comércio Sul-Africanas (CUCSA) Zwelinzima Vavi, Ahmed Kathrada, Sam Ramsamy e Blade Nzimande, escreveram "Apartheid é um crime contra a humanidade. Foi (um crime contra a humanidade) quando cometido contra nós sul-africanos; e continua sendo quando cometido contra os palestinos!"
Em 6 de junho de 2008, o vice-presidente do Congresso Nacional Africano, Kgalema Motlanthe, que recentemente visitou as porções da Cisjordânia e Gaza sob ocupação israelense, disse a uma delegação de membros árabes do Knesset em visita à África do Sul que as condições de vida dos palestinos vivendo nas terras ocupadas "eram piores que as condições de vida dos negros sob o regime apartheid"
Em carta ao presidente do Sindicato Canadense dos Funcionários Públicos (SCFP), Willie Madisha, presidente da CUCSA, escreveu "Como alguém que viveu na África do Sul sob o apartheid e visitou a Palestina, eu digo com convicção que Israel é um estado de apartheid. De fato, eu acredito que algumas das atrocidades cometidas contra os sul-africanos pelo antigo regime Apartheid perdem importância em comparação àquelas cometidas contra os palestinos."
Hendrik Verwoerd, então primeiro-ministro da África do Sul e arquiteto das políticas discriminatórias do apartheid, disse em 1961 que "Os judeus tiraram Israel dos árabes após os árabes terem vivido por lá durante por milhares de anos. Israel, assim como a África do Sul é um estado de apartheid." Por exemplo, também em 1961, Israel votou para que a Assembleia Geral censurasse o discurso de Eric Louw defendendo o apartheid.
O ex-vice-prefeito de Jerusalém, Meron Benvenisti, relata em seu livro "Conflitos e Contradições" que durante os anos de 1970, um oficial do regime sul-africano comparou a política israelense em relação aos territórios ocupados às políticas sul-africanas em um encontro. Os oficiais sul-africanos ficaram chocados pela comparação, e o oficial sul-africano disse "Eu entendo sua reação, mas nós não estamos fazendo exatamente a mesma coisa? Nós passamos pelo mesmo problema existencial, portanto chegamos à mesma solução"
Em 2008 uma delegação de líderes veteranos do Congresso Nacional Africano visitou Israel e os territórios ocupados, e os Territórios Ocupados, e alegou que em alguns aspectos as políticas israelenses eram piores que o apartheid sul-africano. Um dos membros da delegação disse que "a indignidade diária à qual a população palestina é submetida supera de longe o regime do apartheid." Outro membro, a advogada de Direitos Humanos Fatima Hassan, citou as estradas segregadas, placas diferentes de carros para árabes e judeus, a indignidade de ter que tirar um passe, e longas filas em postos de controle como sendo piores do que a situação vivida pelos negros na África do Sul do apartheid"(…) o contexto é diferente, e o debate se isso (as políticas israelenses na Cisjordânia e Faixa de Gaza) é ou não apartheid nos desvia do tópico central, que é o da ocupação, a usurpação de terras, construção do muro e a indignidade da ocupação e a conduta da policia e dos militares. Eu vi o posto de controle em Nablus, eu me encontrei com palestinos em Hebron, encontrei aldeões que eram contra a construção do muro – encontrei palestinos e israelitas que perderam membros de sua família, sua terra e seus lares. Eles, porém, não perderam sua esperança – e eles acreditam em uma luta conjunta contra a ocupação e estão empenhados a criarem meios não-violentos para colocar um ponto final nas formas diretas e indiretas de injustiça e violência. Para terminar, existe uma forma de transgressão que continua crescendo – chame do que quiser ‘apartheid’, ‘separação’, ‘confinamento’, ‘segurança’, de qualquer forma continua uma transgressão. Andrew Feinstein, um ex-membro do parlamento do Congresso Nacional Africano, ficou chocado ao ver uma gravação em vídeo onde jovens judeus humilhavam e apedrejavam crianças palestinas, alegadamente em nome do judaísmo. A ultima declaração formal da delegação não fez comparações ao Apartheid e Dennis Davis, um juiz de direito internacional declarou que a comparação ao Apartheid "não ajudava em nada". Davis afirmou que "Não há uma crença em superioridade racial aqui. Não há uma ideologia invasora que afirme a inferioridade dos palestinos. Mas eu acho incrivelmente inútil uma pessoa simplesmente alegar que isto seja Apartheid e achar que por ser uma luta similar a solução deve ser a mesma. Esta é uma forma preguiçosa de se raciocinar." Um membro da delegação – que por sinal era judeu – rebateu as declarações de Davis dizendo que as comparações com o apartheid eram extremamente relevantes e que Israel foi ainda mais bem-sucedido do que a África do Sul na tentativa de implantar um regime de segregação racial, e, por final, que se ele dissesse isto em público seria atacado pela comunidade judaica.

### Na opinião de israelitas
Jamal Zahalka, árabe israelense e membro do Knesset argumenta que um sistema de apartheid já tomou forma na Cisjordânia e na Faixa de Gaza, que estão fragmentadas em cantões, os palestinos precisam de passes para circular entre eles. Azmi Bishara, um ex-membro do Knesset, disse que a situação palestina é causada pelo "apartheid colonialista".
Michael Ben Yair, procurador público de Israel de 1993 a 1996 diz que Israel está estabelecendo "um regime de apartheid nos territórios ocupados", conforme um artigo do Ha'aretz
Alguns israelenses compararam o Programa de Separação de Israel ao apartheid, como por exemplo o cientista político Meron Benvenisti e a jornalista Amira Hass: "Um sistema de apartheid acontece quando nós falamos sobre dois povos que vivem no mesmo território,(…) entre o Mediterrâneo e o Rio Jordão (…), e existem dois sistemas legais distintos para cada um: existem privilégios e direitos para um dos povos – israelenses, na sua maioria judeus – e para o outro – os palestinos – restrições, decretos e leis militares." Ami Ayalon, almirante de Israel e ex-líder da Agência de Segurança Israelense criticou o modelo dizendo que existem algumas características de apartheid no modelo vigente: "Israel deve decidir rapidamente a respeito de qual ambiente deseja para viver, pois o modelo judeu, que tem traços de apartheid, não é compatível com os princípios judeus." Shulamit Aloni, ex-ministro da educação e ex-líder do Meretz, diz que "o Estado de Israel está praticando sua própria forma de apartheid, muito violenta, contra a população palestina."
O professor universitário e ativista político Uri Davis, um cidadão israelita que se descreve como um "judeu palestino antissionista", escreveu uma série de livros a respeito do assunto incluindo "Israel, Um Estado de Apartheid", em 1987.
Yossi Sarid, político judeu e ex-membro do Knesset, classificou medidas como a lei discriminatória de casamento, a isenção do serviço militar para judeus ortodoxos e a impossibilidade dos árabes de comprarem as terras do Fundo Nacional Judaico como sendo medidas racistas em um artigo escrito em 2007, intitulado "Nosso Estado de Apartheid". Ele mais tarde comparou ao apartheid o endurecimento das políticas israelenses, incluindo a construção do Muro da Cisjordânia, estradas segregadas, uso de mão de obra pesada a baixo custo e os enclaves na Palestina, em um artigo publicado em 2008, intitulado "Sim, Isto É Apartheid". Sarid diz: "(um estado) que age como apartheid, é dirigido como apartheid e oprime como apartheid, não é um ‘pato’ – é apartheid. Não é ao menos capaz de resolver o problema da insegurança." E diz ainda: "Há uma diferença essencial que se põe entre o caso de Israel e da África do Sul: lá (na África do Sul), uma pequena minoria dominava uma imensa maioria; e aqui nós temos um empate técnico. Mas a decisão deste jogo já paira sobre o horizonte."
Daphna Golan-Agnon, co-fundadora do B'Tselem, organização de defesa dos Direitos Humanos e diretora fundadora do grupo Bat Shalom escreveu em 2002 em seu livro "Ano Que Vem Em Jerusalém": "Eu não tenho certeza se o uso do termo ‘apartheid’ pode nos ajudar a compreender a discriminação contra os palestinos em Israel ou a opressão contra os palestinos nos Territórios Ocupados. Não tenho certeza se a discussão sobre o quão nós parecemos ou não com a África do Sul nos ajudará a chegarmos a uma solução. Mas a comparação nos lembra que centenas de leis não constituem apenas discriminação, e que a comunidade internacional, a mesma comunidade internacional à qual nós queremos pertencer, se opôs à perpetuação do apartheid. E não importa quantos artigos sejam escritos por estudiosos e advogados israelenses – existem dois grupos neste pequeno pedaço de terra, e um goza de direitos civis e liberdade, enquanto o outro não.

## Críticas à analogiaapartheid-Israel
Alguns analistas criticam o uso da analogia, sob os mais variados argumentos, alegando que as políticas israelitas são diferentes das políticas do apartheid sul-africano, que a motivação é diferente, que existem diferenças entre a situação dos árabes da Faixa de Gaza e da Cisjordânia e de dentro do próprio Estado de Israel, e que Israel é um estado pluralista e democrático.

### Políticas israelenses apresentam algumas diferenças em relação às políticas sul-africanas
Em oposição à analogia, a organização pró-Israel StandWithUs argumenta que o apartheid na república da África do Sul era uma política oficial de discriminação contra os negros imposta por meio de violência policial e baseada no controle de uma minoria sobre uma maioria que não possuía direito de voto. Eles alegam que, em contraste, Israel é uma democracia majoritária, com direitos iguais para todos os cidadãos, incluindo os árabes israelenses, e que a Cisjordânia e a Faixa de Gaza não são governadas por Israel.
Outros alegam que, diferentemente da África do Sul, onde o Apartheid impediu que a maioria negra governasse, na área compreendida por Israel e Cisjordânia (território controlado por Israel) existe atualmente uma "pluralidade judaica", com os judeus formando ‘apenas’ 48% da população.
Mesmo criticando o uso da analogia, o ativista político israelita Moshé Machover ataca as políticas de Israel: "(…) falar de ‘apartheid israelense’ apenas desvia a atenção de perigos muito maiores. Pelo que toca os palestinos, a política sionista é muito pior do que a prática de apartheid. O apartheid pode ser revertido. Limpeza étnica é incomensuravelmente mais difícil de ser revertida; pelo menos a curto ou médio prazo".

### Motivação
Críticos da alegação de que as políticas de Israel são motivadas por racismo alegam que, diferentemente do Apartheid sul-africano, as práticas de Israel, mesmo que mereçam críticas, não são motivadas por ódio racial. Benjamin Pogrund diz: 
 "Em qualquer evento, o que é o racismo? Sob o Apartheid era a cor da pele. Aplicado a Israel isso é uma piada: para ter uma prova disto, olhe para uma multidão de judeus israelitas e seus graus de coloração de pele do ‘mais branco’ ao ‘mais preto’ (…) mas isto não é apartheid. Os palestinos não são oprimidos no âmbito racial, como árabes, mas sim como competidores – até agora do lado perdedor – em um conflito nacional/religioso por terra." 
O artigo de Michael Kinsley "Isto Não É Apartheid", publicado na revista Slate e no jornal Washington Post, diz que Carter "não se preocupa em tentar explicar o uso do termo ‘apartheid’" e se refere ao uso do termo por Carter como "uma comparação burra e desonesta, indigna do homem que ganhou – merecidamente – o Prêmio Nobel da Paz (…)"

 "Para começar, ninguém ainda pensou em pensou em acusar Israel de criar um país de má qualidade ao permitir a criação de um estado palestino. A Palestina não é um bantustão. (…) Além do mais, Israel sempre teve cidadãos árabes (…) Não há dúvidas de que muitos israelitas têm atitudes racistas contra os árabes, mas a filosofia oficial do governo é justamente o oposto, e esforços sinceros são feitos, como por exemplo, inspirar valores humanitários e igualitários nas crianças. Isto não é uma realidade, é claro, nos países árabes, onde o ódio dos judeus é parte da agenda padrão. 
Citando o que ele diz que é a "mais trágica das diferenças", Kinsley conclui: "se Israel é a parte branca da África do Sul e os palestinos são os negros, onde está seu Nelson Mandela? 
Criticas ao uso da expressão "apartheid israelense" se tornaram comuns pela sua inerente implicação de racismo. Em 2003, o Ministro das Relações Interiores Mangosuthu Buthelezi disse que "O regime israelense não é apartheid. É um caso único de democracia". De acordo com Fred Taub, presidente da entidade Boycott Watch, "a declaração (…) de que Israel está praticando apartheid não só é falsa, mas deve ser considerada difamatória. (…) o fato é que são os árabes a praticar discriminação contra os não-muçulmanos, especialmente judeus." De forma similar, Jean-Christophe Rufin, ex-vice-presidente dos Médicos Sem Fronteiras e presidente do grupo Ação Contra a Fome, recomendou, em um controverso relatório sobre antissemitismo, comissionado pelo Ministro do Interior da França, Dominique de Villepin, que a acusação de apartheid contra Israel fosse tornada crime na França. Rufin escreveu:

 "Não é questão de penalizar opiniões políticas que sejam, por exemplo, críticas em relação a algum governo e que sejam perfeitamente legítimas. O que deve ser penalizado é o uso perverso e difamatório da acusação de racismo contra as pessoas que foram as maiores vítimas do racismo a um grau sem paralelos. Acusações de racismo, de nazismo e de apartheid carregam implicações morais extremamente graves. Estas acusações têm, na situação em que nos encontramos hoje em dia, conseqüências graves, que podem, por contágio, pôr em risco as vidas de nossos cidadãos judeus. É por esta razão que eu convido à reflexão e à prudência sobre a aplicabilidade da lei (…) que permitiria a punição daqueles que, sem fundamento, fizessem acusações de racismo contra grupos, instituições ou estados e se utilizassem de comparações injustificadas como apartheid ou nazismo para sustentar tais acusações.
A ideia de que o "apartheid israelense" implica uma política de discriminação racial ou de qualquer outro tipo contra árabes ou muçulmanos foi rejeitada por outras figuras proeminentes, inclusive no mundo árabe. No livro "Os Problemas com o Islã Hoje Em Dia", Irshad Manji diz que a acusação de apartheid contra Israel é profundamente equivocada, levando em conta que em Israel existem vários partidos políticos árabes, que os legisladores árabes têm poder de veto e que os partidos árabes já conseguiram vitórias no parlamento. Ela também cita árabes como Emile Habibi, que já ganhou diversos prêmios. Ela também observa que Israel tem uma imprensa árabe livre, que as placas nas rodovias têm inscrições traduzidas em árabe e que os árabes vivem e estudam junto aos judeus. Ela também diz que os palestinos vindos da Cisjordânia são beneficiados por regalias do estado e dispositivos legais.

### Cisjordânia e Faixa de Gaza
O historiador Benny Morris disse ao grupo de monitoramento de imprensa pró-Israel CAMERA:
"Israel não é um estado de apartheid - muito pelo contrario, é facilmente o estado mais democrático e igualitário do Oriente Médio, no qual os árabes gozam de muito mais liberdade, melhores serviços sociais (…) do que nos Estados árabes à sua volta. É claro, que os representantes árabes no Knesset que continuamente clamam pelo desmantelamento do estado judeu, apóiam o Hezbollah (…) gozam de muito mais liberdade do muitas democracias ocidentais dão às suas oposições. Os Estados Unidos perseguiriam e prenderiam congressistas que se dissessem a favor da deposição do governo americano ou da extinção dos Estados Unidos da América." A melhor comparação seria o tratamento dado pelos americanos aos seus cidadãos de origem japonesa pelo governo dos Estados Unidos (…) e o encarceramento de imigrantes alemães pelo governo da britânico, durante a Segunda Guerra Mundial (…) Os árabes de Israel, em sua maioria se identificam com os inimigos de Israel, os palestinos. Mas Israel não os prendeu ou cerceou suas liberdades em massa por isso (desde 1966, quando Israel promulgou a Lei Marcial).
Morris disse ainda que: "Israel (…) não prendeu dezenas de milhares de árabes pelo medo de que eles pudessem apoiar os estados árabes em guerra com Israel, Israel não os perseguiu em 1956, 1967, 1973 ou em 1982 – apesar dos árabes israelenses apoiarem os estados árabes inimigos".
 "Quanto aos territórios ocupados, as políticas de Israel são motivadas por razoes de segurança (quer as pessoas concordem com elas, ou com quaisquer medidas tomadas, quer não) (embora existam israelenses que são, de fato, motivados por racismo em suas atitudes e ações em relação aos árabes) – e, evidentemente a população árabe sofre como um resultado disso. Mas a população da Faixa de Gaza e Cisjordânia não são cidadãos israelenses, portanto não podem esperar os mesmos benefícios que os cidadãos israelenses, pois a ocupação (…) é um efeito da guerra entre o Hamas (e seus aliados da Síria e outros estados árabes) e Israel.
Jimmy Carter tem frequentemente reiterado que o uso do termo apartheid não se aplica a circunstâncias dentro do território de Israel. sobre o título de seu livro, ele disse:
 "Não é Israel. O livro não tem relação nenhuma com o que acontece dentro do território israelense, que é uma maravilhosa democracia, onde todos têm direitos iguais e onde, sob a lei, árabes e judeus que são israelenses têm os mesmos privilégios em Israel. A maior parte da controvérsia foi porque as pessoas acham que isso se refere a Israel. Mas não se trata disso."
 "Eu nunca declarei que a estrutura do apartheid existia dentro do estado de Israel, de maneira nenhuma, e o que existe na Cisjordânia é motivado pela ganância por terras palestinas, não por racismo." 
Em sua resenha sobre o livro de Carter, Joseph Lelyveld nota que a política do apartheid sul-africano se baseava tanto em ganância por posse de terras, quanto em racismo, e comenta que o uso da expressão "apartheid" por Carter é "basicamente um slogan, e não um argumento ponderado".

### Pequeno apartheid
Benjamin Pogrund, autor e membro da delegação israelita na Conferência Contra o Racismo das Nações Unidas, argumentou que não existe o chamado "pequeno apartheid" dentro do estado de Israel:

 "A diferença entre a atual situação israelense e a África do Sul da era apartheid é enfatizada no nível humano: bebês judeus e árabes são dados à luz na mesma sala de parto, com as mesmas estruturas, atendidos pelos mesmos médicos e enfermeiras e suas mães se recuperam em camas dispostas lado a lado umas das outras. Dois anos atrás, eu passei por uma importante cirurgia em um hospital de Jerusalém: o cirurgião era judeu, o anestesista era árabe, os médicos e enfermeiras que cuidaram de mim eram judeus e árabes. Judeus e árabes dividem as mesmas refeições em restaurantes e viajam nos mesmos trens, ônibus, táxis, e visitam as casas uns dos outros. Poderia algo assim existir sob um regime de apartheid? Claro que não."
O governo israelense estabeleceu um comitê para considerar, entre outras políticas, políticas de ação afirmativa para providenciar moradia para os cidadãos árabes. A cidade de Jerusalém concede aconselhamento profissional gratuito sobre o processo de aquisição, licenças residenciais e os regulamentos estruturais. Tal serviço não está disponível para residentes judeus israelitas nos mesmos termos.